# 마담 보바리 (소피 바르트 감독 영화)
《마담 보바리》(Madame Bovary)는 2014년 공개된 드라마 영화로, 귀스타브 플로베르의 동명 소설을 원작으로 한다.

## 배역
- 미아 바시코프스카 - 엠마 보바리 역
- 헨리 로이드 휴스 - 샤를 보바리 역
- 에즈라 밀러 - 레옹 뒤피 역
- 폴 지아매티 - 오메 역
- 리스 이판스 - 르웨뤠 역
- 로건 마셜 그린
- 올리비에 고멧 - 롤트
- 로라 카마이클 - 헨리에타